# 檀ふみ
檀 ふみ（だん ふみ、1954年〈昭和29年〉6月5日 - ）は、日本の女優・司会者・エッセイスト。
東京都練馬区出身。身長168cm（1975年3月）、170cm（2024年2月）。血液型A型。
父は小説家の檀一雄。兄はエッセイストの檀太郎、父方の叔父に東映代表取締役社長・会長を務めた高岩淡がいる。

## 来歴・人物
東京都練馬区出身。練馬区立光和小学校、東京学芸大学附属大泉中学校卒業。1973年3月、東京教育大学附属高校（現・筑波大学附属高校）卒業。駿台予備学校に通う。一浪後の1974年、慶應義塾大学経済学部経済学科に入学。6年かかって卒業した。
映画界入りの切っ掛けは1970年、高校1年のとき、兄・檀太郎夫妻と大阪万博を見物した帰りに、東映京都撮影所長代理をしていた叔父・高岩淡に会いに行った際、たまたま撮影所にいた俊藤浩滋にスカウトされた。しかし、当時父の檀一雄がポルトガルに長期旅行中で、「おれが帰国するまで待て」といわれ、交渉は一時おあずけになった。
1972年2月に檀一雄がポルトガルから1年4ヶ月ぶりに帰国し交渉が再開され、高岩は「背が高過ぎるし、美人でもないから女優にはムリじゃないか」と反対したが、俊藤が「これからの女優は小柄じゃいかん」と熱心に口説いた。2年経って東映の状況が変わり、俊藤の娘の藤純子が1972年3月をもって結婚引退し、これを俊藤が岡田茂東映社長に伝える際、女優引退を強硬に反対する岡田に「必ず純子のアナを埋めてみせるから、どうか頼む。諦めてくれ」と男の約束をしていたため、遮二無二に藤純子の後釜を探す必要があった。檀一雄はふみを作家にしたくて、海外留学をさせようと考えていたが、作家仲間からは酒の勢いもあり「いいじゃないか、女優にさせろ」と煽られ、兄太郎も女優になることを賛成し、ふみからは「お父さんが決めて」と言われ困り果てた。結局、ふみの意思を尊重し、東映に娘を一切預けることを決めた。吉報に大喜びの岡田社長、俊藤は「必ず東映の大スターに育てます。2代目藤純子を襲名させます」と檀一雄に伝えた。
1972年4月、檀ふみは女優として東映と契約したわけではないが、東映の作品に出演するという軽い気持ちで引き受けた。東映に入社したと書かれた文献もあるが、1975年1月のデイリースポーツに「専属契約を結ぶと自由に仕事ができないからと各社の誘いにも首をタテに振らない。マネージャーも知人の女性デザイナーに頼んでいる」と書かれていることから、フリーで仕事をしていたものと見られる。しかし東映幹部が"ポスト藤純子"と過度に期待することに困惑し、大学受験も近づき気持ちが揺れた。獣医になりたくて農学部に進みたいという希望があった。「ポスト藤純子オーディション」で選ばれたのは中村英子であったが、1973年の東映カレンダーは中村が7月四人コミに対して檀は千葉真一と二人で4月と期待度は歴然。映画はあまり好きでなかったが、撮影所の見学と騙され撮影所に連れて行かれるとそれが衣裳あわせで、主演する高倉健と会い、その格好良さに惹かれて出演することにしたというのが、映画デビューのきっかけであった。
大学在学中、1学年上の遠藤龍之介（遠藤周作の一人息子。現・フジテレビ代表取締役社長COO）に、周作への葉書の追伸として「もしお暇でほんとによろしかったら、お声をかけてくれれば、どこへでもついていきます」と書き送ったが、龍之介からは何の返事もなかったという。初の芸能活動は18歳のとき、カナダへ1か月間の高校生レポーターとしてであった。
NHK総合テレビのクイズ番組『連想ゲーム』で紅組レギュラー解答者に抜擢されると、カンの良さと飾り気のないお色気で茶の間の人気をさらった。スカウトした東映は実録路線に傾斜したため、あまり出番はなかったが、清純派女優として人気を博し、テレビや映画に引っ張りだこになった。
1974年6月公開の『青春の蹉跌』でショーケンの相手役に起用されると人気が急上昇した。1975年9月に小作駅近くの多摩川でロケが行われた『陽のあたる坂道』では、相手役の三浦友和との初めての本格的キスシーンに緊張のあまり、撮影OK後に放心状態となり号泣した。スタッフも「マジメというか、いまどき珍しいタイプの子だね」と驚いた。『男はつらいよ 寅次郎純情詩集』などにも出演し、1994年『わが愛の譜・滝廉太郎物語』で第17回日本アカデミー賞助演女優賞を受賞。本人が最も気に入り、代表作とも言われるのは『日本の面影』の小泉セツ役である。
『連想ゲーム』では紅組レギュラーの名解答者として、15年間の長期にわたって親しまれた。1996年から2002年まで『N響アワー』で池辺晋一郎の解説サポートを務める。お気に入りの作曲家はチャイコフスキーで「チャイ様」と呼んでいた。
父の影響で、自らも料理、食事に関するエッセイを執筆しており、1999年には大学の先輩で作家の娘というつながりがある親友の阿川佐和子との共著『ああ言えばこう食う』で、第15回講談社エッセイ賞を受賞している。
晩年の父の代表作『火宅の人』は口述筆記されたものであり、その姿はNHK特集『作家檀一雄の最期』やドキュメンタリー『むかし男ありけり』 (1984年、RKB毎日放送) に収録されているが、父の最期の姿を思い出すのが辛くて、結末は何年も読まなかった。初めて読んだのは、同じくNHKの旅番組で父の足跡を辿って、ポルトガルを訪問した日の夜、ホテルの一室であった。1986年に制作された映画版『火宅の人』では、主人公である桂一雄の母親役を特別出演で演じている（檀本人にとっては祖母に当たる役）。
自称「野坂昭如を守る会」の会長。また「年齢表記を廃絶する会」の会長を自任している。
竹下景子の「銀の波 金の風」の作詞を手掛けている。

## 出演作品

### テレビドラマ
- ポーラ名作劇場 虚構の家（1974年、NET）
- 木下恵介・人間の歌シリーズ 三人姉妹（1974年-1975年、TBS）
- 東芝日曜劇場（TBS）
  - 七月の青春（1975年）
  - ポポフの機関車（1978年、CBC）
- 俺たちの旅（1975年–1976年、NTV、ユニオン映画） - 浜田玲子 役
- 泣かせるあいつ（1976年、NTV、松竹）
- 銀河テレビ小説（NHK総合）
  - 石坂洋次郎シリーズ 乳母車（1976年）
  - 新東京物語（1982年） - 平山京子 役
  - 風を愛して（1986年） - 日高ユリ子 役
- 華麗なる刑事（1977年、CX、東宝） - 青井婦警 役
- 横溝正史シリーズ『悪魔が来りて笛を吹く』（1977年、MBS） - 椿美禰子 役
- ドラマ人間模様（NHK総合）
  - 北上山系（1977年）
  - 父への手紙（1983年） - 井下陽子 役
  - 大阪暮色（1984年） - 響子 役
- 俺たちの祭（1977年–1978年、NTV） - 北見直子 役
- 土曜ドラマ（NHK総合）
  - 兄とその妹（1978年） - 間宮文子 役
  - 優しい時代 第1部（1978年） - 松井葉子 役
- 土曜ワイド劇場（ANB）
  - 逃亡 雪原の銃声（1978年、松竹）
  - 松本清張の犯罪広告（1979年、松竹） - 主演
- 冬の花火 わたしの太宰治（1979年、TBS）
- 修羅の旅して（1979年10月28日、NHK総合） - 有田香 役
- 天皇の料理番（1980年–1981年、TBS） - 秋山トシ子 役
- おやじの台所（1981年、NTV） - 徳大寺一子 役
- 雄気堂々・若き日の渋沢栄一（1982年、NHK総合）
- 続・夢千代日記（1982年、NHK総合） - 松崎先生 役
- 海にかける虹〜山本五十六と日本海軍（1983年1月、TX） - 山本礼子 役
- 女たちの課外授業（1983年、ANB） - 山川かおる 役
- 火曜サスペンス劇場 秘密の風景（1984年、NTV、俳優座映画放送） - 主演
- 日本の面影（1984年、NHK総合） - 小泉セツ 役
- いつも輝いていたあの海（1984年、フジテレビ） - 川合静 役
- 大河ドラマ（NHK総合）
  - 春の波涛（1985年） - 福澤房子 役
  - 花の乱（1994年） - 森侍者 役
  - 花燃ゆ（2015年） - 杉滝 役[14]
- ライスカレー（1986年、CX） - 片山美子 役
- 松本清張サスペンス 隠花の飾り / 再春（1986年6月、KTV） - 鳥見可寿子 役
- 花の生涯 井伊大老と桜田門（1988年1月、TX） - 篤姫 役
- 女たちの森 女たちよ、もっとしたたかに生きて!しなやかに愛して!! 痛快OLグルメ隊（1987年、ANB）- 主演
- 春の砂漠（1988年、日本テレビ）
- 京大アメリカンフットボール部誕生秘話 君に涙は似合わない（1988年、ABC）
- 台所の聖女（1988年、NHK総合）
- 次男次女ひとりっ子物語（1991年、TBS） - 桜井祥子 役
- BS日曜ドラマ 藏（1995年、NHK BS2） - 佐野佐穂 役[15]
- ドラマ新銀河（NHK総合）
  - 木綿のハンカチ〜ライトウインズ物語（1997年）- 佐伯邦江 役
- 司馬遼太郎の功名が辻（1997年、ANB） - 千代 役
- 光の帝国（2001年、NHK総合） - 春田里子 役
- 盲導犬クイールの一生（2003年、NHK総合） - 水戸レン 役
- BS時代劇 薄桜記（2012年、NHK BSプレミアム） - 丹下ぬひ 役
- NHK正月時代劇 桜ほうさら（2014年、NHK総合） - ナレーション
- 連続テレビ小説 とと姉ちゃん（2016年、NHK総合） - ナレーション[16]
- 陸王（2017年、TBS） - 宮沢美枝子 役
- 初めて恋をした日に読む話（2019年、TBS） - 春見しのぶ 役
- セミオトコ（2019年、テレビ朝日） - 庄野くぎこ 役
- 盤上の向日葵（2019年、NHK BSプレミアム） - 唐沢美子 役
- 広重ぶるう（2024年4月27日、NHK BS）- ナレーション[17]

### 映画
- 昭和残侠伝 破れ傘（1972年） - お雪 役※デビュー作
- 青春の蹉跌（1974年） - 田中康子 役
- あゝ決戦航空隊（1974年） - 佐田照美 役
- ふれあい（1974年） - 青木伊都子 役
- 想い出のかたすみに（1975年） - 笹原未知 役
- 陽のあたる坂道（1975年） - 倉本たか子 役
- あいつと私（1976年） - 浅田けい子 役
- テキヤの石松（1976年） - 大前静香 役
- 男はつらいよ 寅次郎純情詩集（1976年） - 柳生雅子 役
- 夜明けの旗 松本治一郎伝 （1976年） - 矢頭タキ 役
- 青年の樹（1977年） - 山形明子 役
- HOUSE ハウス（1977年） - 先生 役
- 瞳の中の訪問者（1977年） - 楯雅彦の妹 役
- 兎の眼（1979年） - 小谷芙美 役
- 金田一耕助の冒険（1979年） - 列車の乗客 役
- ねらわれた学園（1981年） - 看護婦 役
- ウィーン物語 ジェミニ・YとS（1982年） - 沢村綾子 役
- 夜叉（1985年） - 夏子 役
- 火宅の人（1986年） 桂一雄の母 役※特別出演
- 星の牧場（1987年） - ジプシーの娘ユキ 役
- 男はつらいよ ぼくの伯父さん（1989年） - 寿子 役
- 私を抱いてそしてキスして（1992年） - ナレーター 役
- わが愛の譜 滝廉太郎物語（1993年） - 幸田延 役
- 雨あがる（2000年） - 奥方 役
- かまち（2003年） - 菅野洋子 役
- 山桜（2008年） - 浦井瑞江 役
- 春を背負って（2014年） - 長嶺菫 役
- 轢き逃げ 最高の最悪な日（2019年） - 時山千鶴子 役
- 太陽とボレロ（2022年） - 花村頼子 役[18]
- 土を喰らう十二ヵ月（2022年） - 文子 役[19]
- 新居浜ひかり物語 青いライオン（2024年） - 河島先生 役[20]

### テレビアニメ
- 白い牙 ホワイトファング物語（1982年） - ナレーター
- 母と子のテレビ絵本 「きつねの子シリーズ」 - 語り
- ピーターラビットとなかまたち

### 劇場アニメ
- あしたのジョー（1980年） - 白木葉子 役
- あしたのジョー2（1981年） - 白木葉子 役
- とべ!くじらのピーク（1991年） - お母さん 役
- ルパン三世 くたばれ!ノストラダムス（1995年） - マリア・ダグラス 役[21]
- ピーターラビット（2006年）

### バラエティ
- 連想ゲーム（1973年 - 1988年、NHK総合）- レギュラー解答者
- 素敵なあの人（1982年 - 1983年、テレビ東京） - 司会
- ビートたけしのTVタックル（EX）
- 檀ふみ・阿川佐和子 ああ言えばこう遊 美食!南フランス紀行（TBS、2003年3月23日・2004年5月1日）
- 阿川佐和子&檀ふみのああ言えば…（TBS、2005年1月3日・2006年1月3日）
- 大人の自由時間〜第②ニッポン国・独立宣言〜（BS11、2007年12月3日 - 2009年4月2日） - ママ（MC）隔週出演
- 檀ふみ、英国を行く〜映画「プライドと偏見」の世界〜（テレビ東京、2006年1月9日）
- 阿川佐和子と檀ふみのしゃべりびと（TBS、2009年3月31日）
- 阿川佐和子＆檀ふみの京都1泊2日懐かしレトロ旅（テレビ朝日、2014年7月20日）- 旅人
- 阿川佐和子＆檀ふみのお勉強になりました（テレビ朝日、2020年3月1日）

### 教養番組
- 世界の遺産 時を超える旅（テレビ東京、1997年）コメンテーター
- 新日曜美術館（NHK教育、2006年4月〜2009年3月）
- N響アワー（NHK教育）
- 赤毛のアン・夢紀行（NHKBS-2）
- 猪熊弦一郎 抽象の世界（NTV） - ナレーション
- 万葉集への招待（NHK教育、2009）
- エピソード九州 未来への羅針盤（九州朝日放送、2010）
- :兄・太郎夫妻は現在能古島に住む。九州が父絶命の地でもあることからナビゲーターに起用された。
- ニュース 深読み（NHK総合、2011年1月15日）ゲストコメンテーター
- 檀ふみが訪ねる京の匠たち（KBS京都）
- TDKオーケストラコンサート2019「千住明が語る ケルン放送交響楽団コンサート」（BS-TBS、2020年1月26日）
- クラシック音楽館「特集・池辺晋一郎80歳!帰ってきたN響アワー」（2023年11月5日、NHK Eテレ）[22]
- 歌人　美智子さま　こころの旅路（2025年2月5日、NHK）[23]

### ドキュメンタリー
- むかし男ありけり (1984年、RKB毎日放送) - 檀一雄の足跡を辿る※芸術祭 (文化庁) テレビドキュメンタリーの部優秀賞受賞

### ラジオ
- 青春ど真ん中（1974年 - 1975年、ニッポン放送）
- 檀ふみのミュージックテラス
- 明日への伝言板（2009年10月 - 2010年3月、2010年10月 - 2011年3月、2011年10月 - 2012年3月 RKBラジオ・KBCラジオ・CROSS FM）
- ラジオ深夜便「ミッドナイトトーク」（NHKラジオ第1・FM、2012年度 奇数月の月曜日コメンテーター。前任者で親友の阿川佐和子から引き継ぐ）
- N響 ザ・レジェンド（2017年4月7日 - 2021年3月27日、 NHK-FM）[24]

### CM
- ロッテ ガム（1974年。金田正一と共演。ACC CMフェスティバル 第14回テレビフィルムCM部門秀作賞）
- 洗濯機（松下電器（現パナソニック））
- 健康エコナ（花王）
- AGF
- 銀行協会（土曜日休業告知CM）
- 日本IBM
- 日本損害保険協会（2007年）
- 松坂屋ナゴヤエキ店開店記念キャラクター
- エーザイ  ザーネクリーム
- ライオン  アプティ

### 朗読
- 太宰治作品集 全10巻――文芸カセット 日本近代文学シリーズ（岩波書店、1988年6月6日） - 「きりぎりす」「待つ」「雪の夜の話」の3編を朗読[25]
- 朗読の旅 金子みすゞの世界（キングレコード、1999年7月23日） - 「さびしいとき」ほか8編を朗読[26]
- 日本むかしばなし集（新潮社、2002年2月20日） - 著者は坪田譲治[27]
- 娘と私――檀一雄エッセイ集（新潮社、2008年6月27日） - 『檀一雄全集第8巻』に収載されたエッセイ[28]

## 著書

### 単著
- 『みんな素敵な人ばかり : 檀ふみの青春対談』 集英社、1978年12月。[注 1]
- 『逢えばほのぼの : 檀ふみ対談集』 中央公論社、1982年5月。[注 2]

- 文庫化 : 『逢えばほのぼの : 対談集』 中央公論社〈中公文庫〉、1991年11月。

- 『ほろよいかげん』 毎日新聞社、1985年7月。

- 文庫化 : 三笠書房〈知的生きかた文庫〉、1991年2月。

- 『檀ふみのほろ酔い対談』 潮出版社、1987年7月。
- 『ありがとうございません』 日本経済新聞社、1998年6月。

- 文庫化 : 幻冬舎〈幻冬舎文庫〉、2001年4月。

- 『まだふみもみず』 幻冬舎、2000年6月。

- 文庫化 : 幻冬舎〈幻冬舎文庫〉、2003年8月。

- 『檀流きものみち』 世界文化社、2001年9月。
- 『どうもいたしません』 幻冬舎、2004年8月。

- 文庫化 : 幻冬舎〈幻冬舎文庫〉、2007年8月。

- 『父の縁側、私の書斎』 新潮社、2004年1月。

- 文庫化 : 新潮社〈新潮文庫〉、2006年9月。

- 『檀ふみの茶の湯はじめ』 アシェット婦人画報社、2008年11月。
- 『檀流きもの巡礼（たび） : 守りたい日本の手仕事』（杵島隆/写真） 世界文化社、2012年11月。

### 共著

#### 阿川佐和子との共著
- 『ああ言えばこう食う : 往復エッセイ』 集英社、1998年9月。

- 文庫化 : 集英社〈集英社文庫〉、2001年6月。

- 『ああ言えばこう嫁行く : 往復エッセイ』 集英社、2000年9月

- 文庫化 : 『ああ言えばこう[×嫁]行く』 集英社〈集英社文庫〉、2003年5月。

- 『太ったんでないのッ!?』 世界文化社、2003年9月。

- 文庫化 : 新潮社〈新潮文庫〉、2007年5月。

- 『けっこん・せんか』 文藝春秋、2004年3月。

- 文庫化 : 文藝春秋〈文春文庫〉、2007年6月。

- 『アガワとダンの幸せになるためのワイン修業 : カジュアルワイン編』 幻冬舎、2005年9月。
- 『アガワとダンの幸せになるためのワイン修業 : ゴージャスワイン編』 幻冬舎、2005年9月。

#### その他の共著
- 『サンティアゴ巡礼の道』（五十嵐見鳥、池田宗弘との共著） 新潮社〈とんぼの本〉、2002年6月、ISBN 978-4-10-602092-6。
- 『いまだから書ける父母への手紙』（瀬戸内寂聴、所ジョージら34人との共著） 新潮社〈新潮文庫〉、2005年1月。
- 『東福寺』（福島慶道との共著） 淡交社〈古寺巡礼京都 : 新版 ; 3〉、2006年11月。
- 『鑑定士田中大・檀ふみの書画の世界 : 楽しむためのコツ』（田中大との共著） 淡交社、2013年10月。
- 『天皇交代 : 平成皇室8つの秘話』（明石元紹ら7人との共著） 講談社、2018年11月。[注 3]

### その他
- 檀ふみ/選、暮しの手帖書籍編集部/編『バナナは皮を食う : 暮しの手帖・昭和の「食」ベストエッセイ集』 暮しの手帖社、2008年12月。
- 檀ふみ/編『映画狂時代』 新潮社〈新潮文庫〉、2014年7月。